# Julio Romero de Torres
Julio Romero de Torres (9. listopadu 1874 Córdoba - 10. května 1930 tamtéž) byl španělský realistický malíř.

## Život
Julio Romero de Torres byl synem španělského malíře Rafaela Romera Barrose, který pracoval jako ředitel Muzea výtvarných umění v Córdobě. V deseti letech začal studovat u svého otce. V roce 1895 uspořádal svou první výstavu, za kterou získal velké uznání. Od té doby patřil k uznávaným malířům a prosadil se i v zahraničí.
V roce 1928 se jeho zdravotní stav zhoršil v důsledku přepracování a onemocnění jater. V roce 1930 se vrátil z Madridu do svého rodného města, aby se zotavil. Zemřel téhož roku ve věku pětapadesáti let.
Muzeum Museo Julio Romero de Torres s velkým množstvím jeho obrazů se nachází v jeho rodném městě Córdoba.
Torresova podobizna se objevila na bankovce o hodnotě 100 peset z roku 1953; zadní strana bankovky zobrazuje dívku z jeho obrazu La Fuensanta.

## Dílo
Romero de Torres vytvořil mnoho obrazů biblických žen jako Salome, Judit, Marta, Marie, Rút a Noemi. Maloval také akty (La Saeta, Malagueñas, Carceleras, Cante Jondo), portréty mladých žen (El Pecado, La Gracia, La nieta de la Trini, Esclava, Desnudo) a španělské tance.

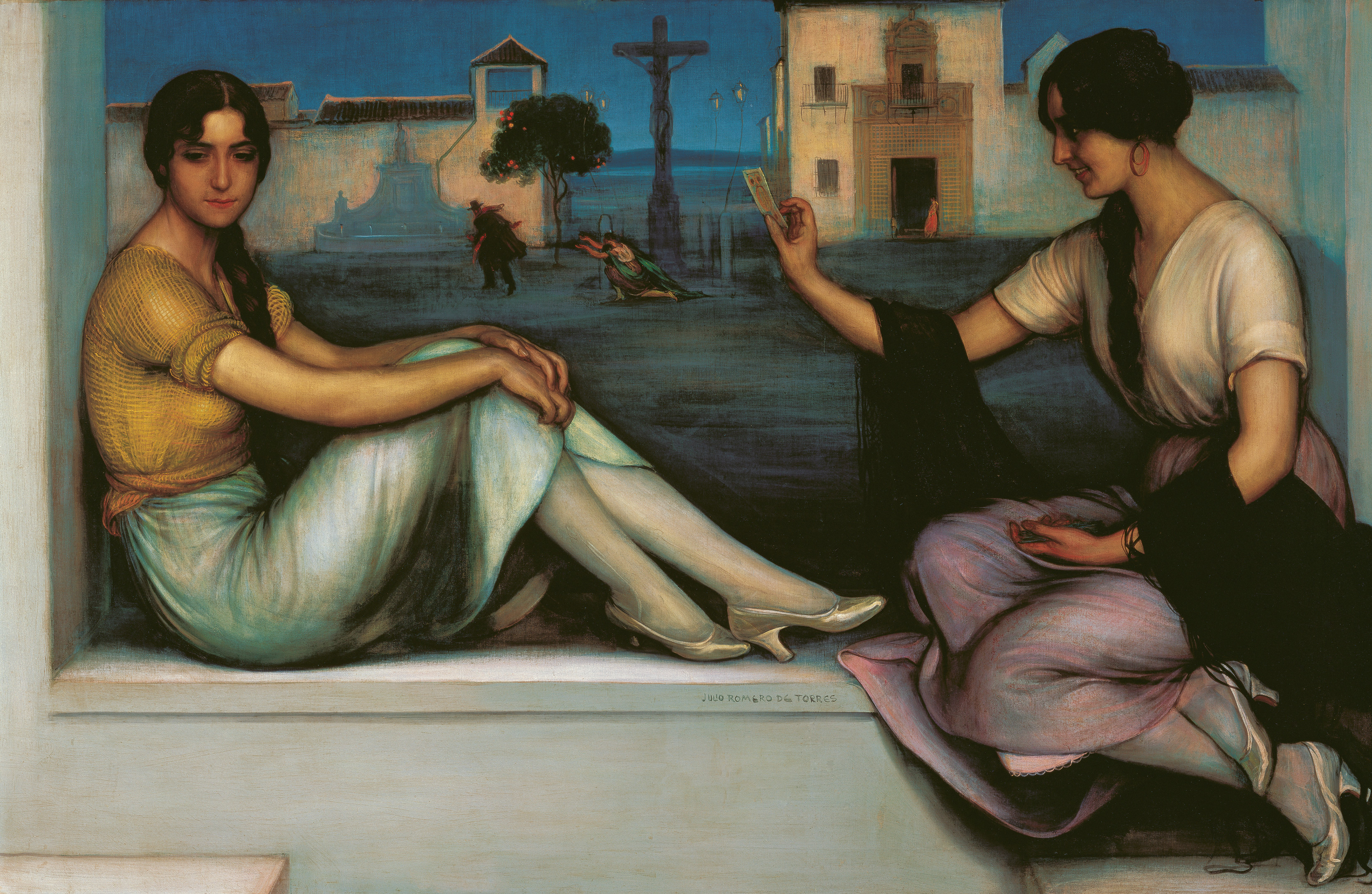
Osud
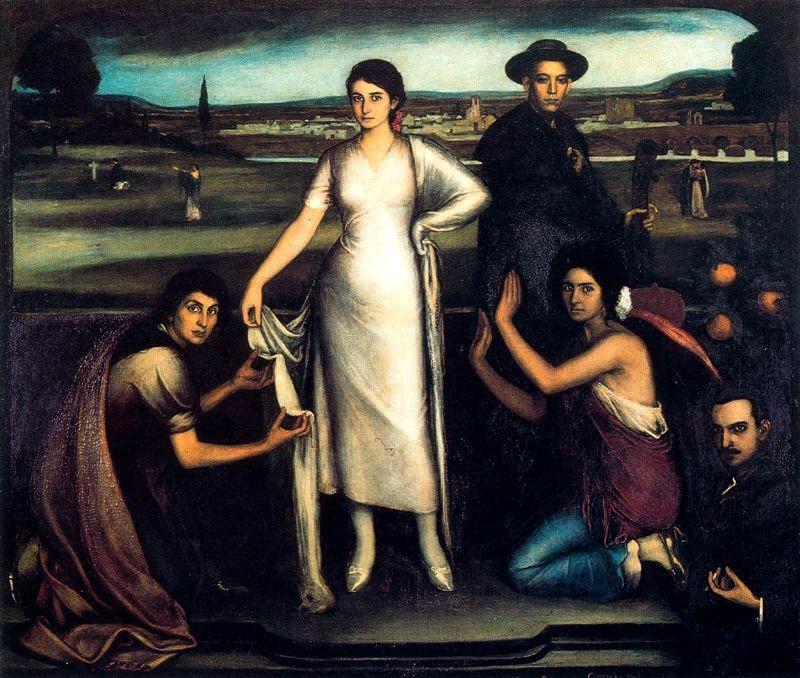
Nuestra Señora de Andalucía
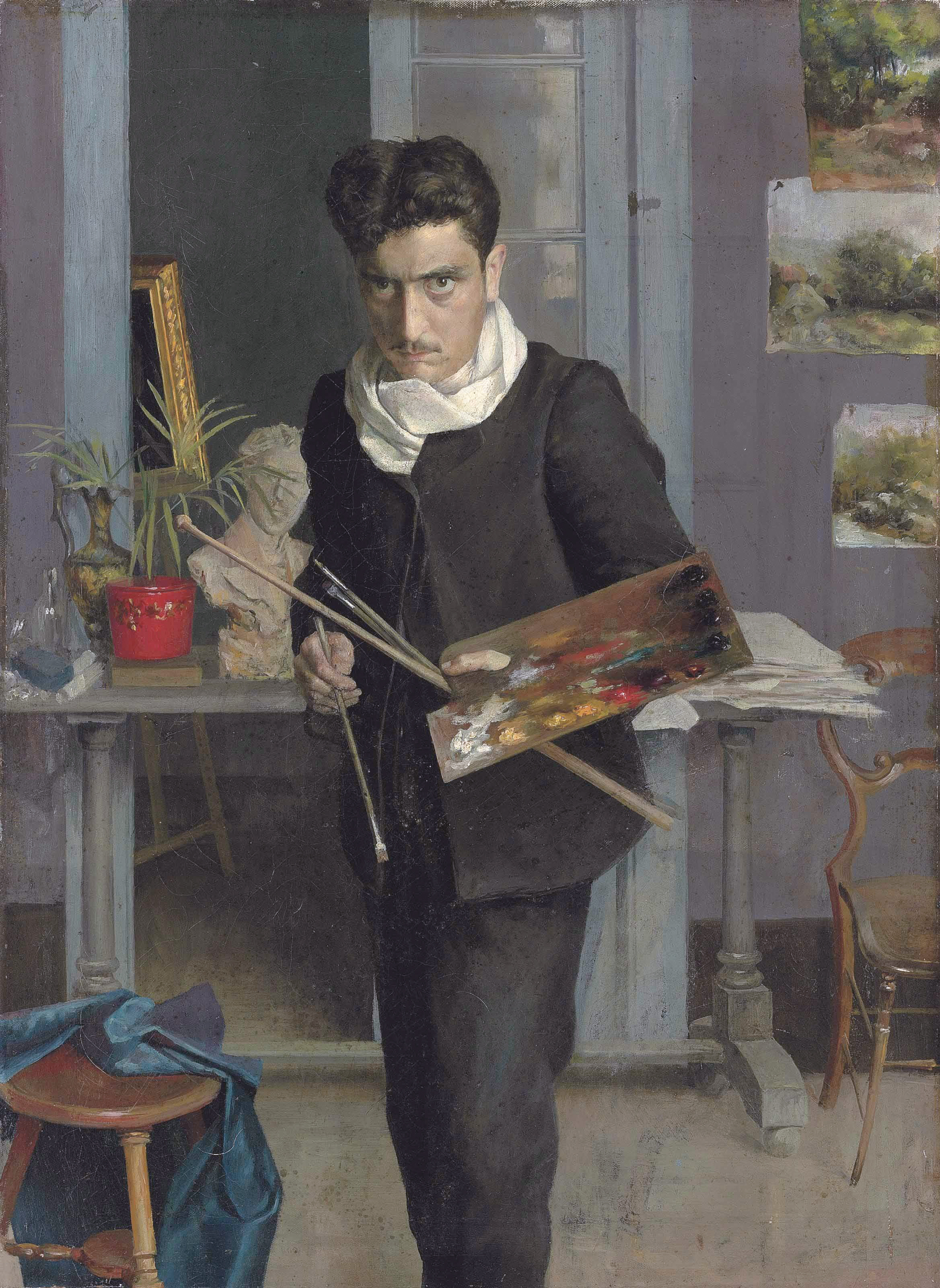
Autoportrét (kolem 1905)
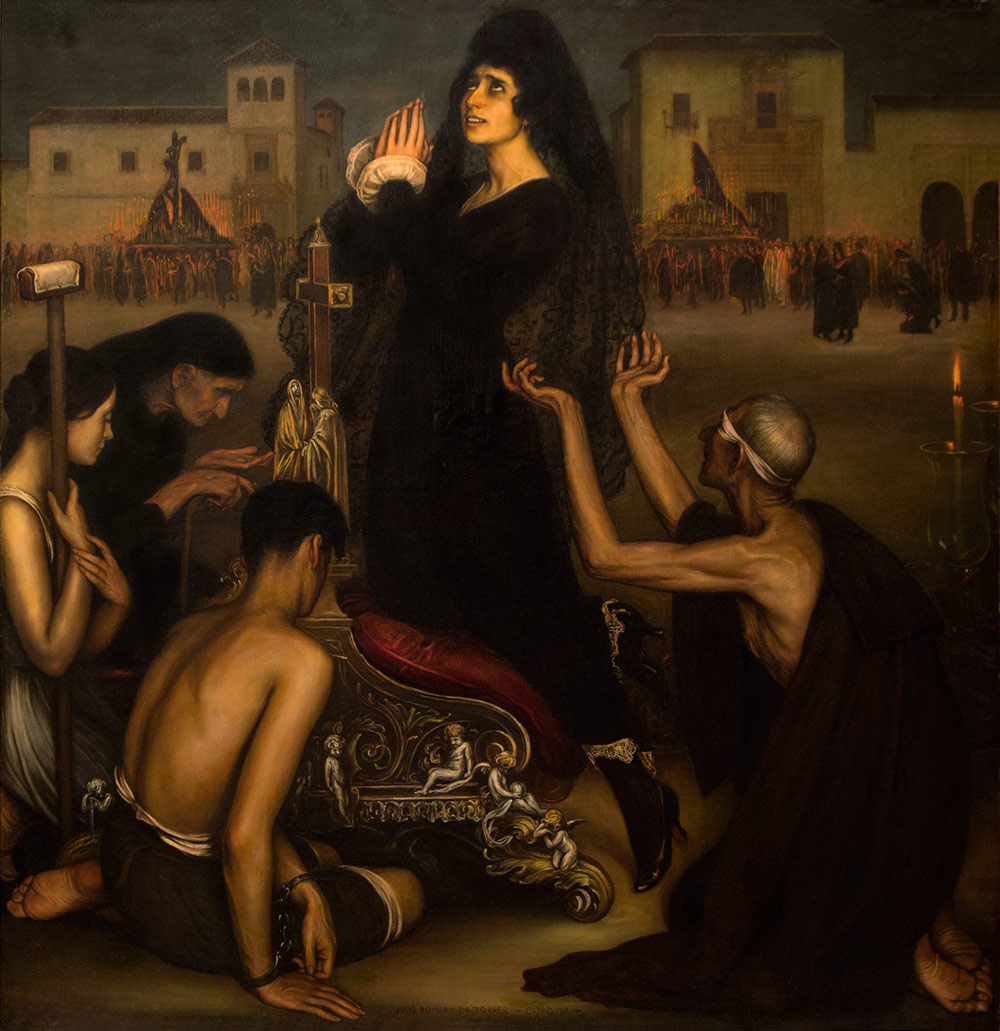
La Saeta
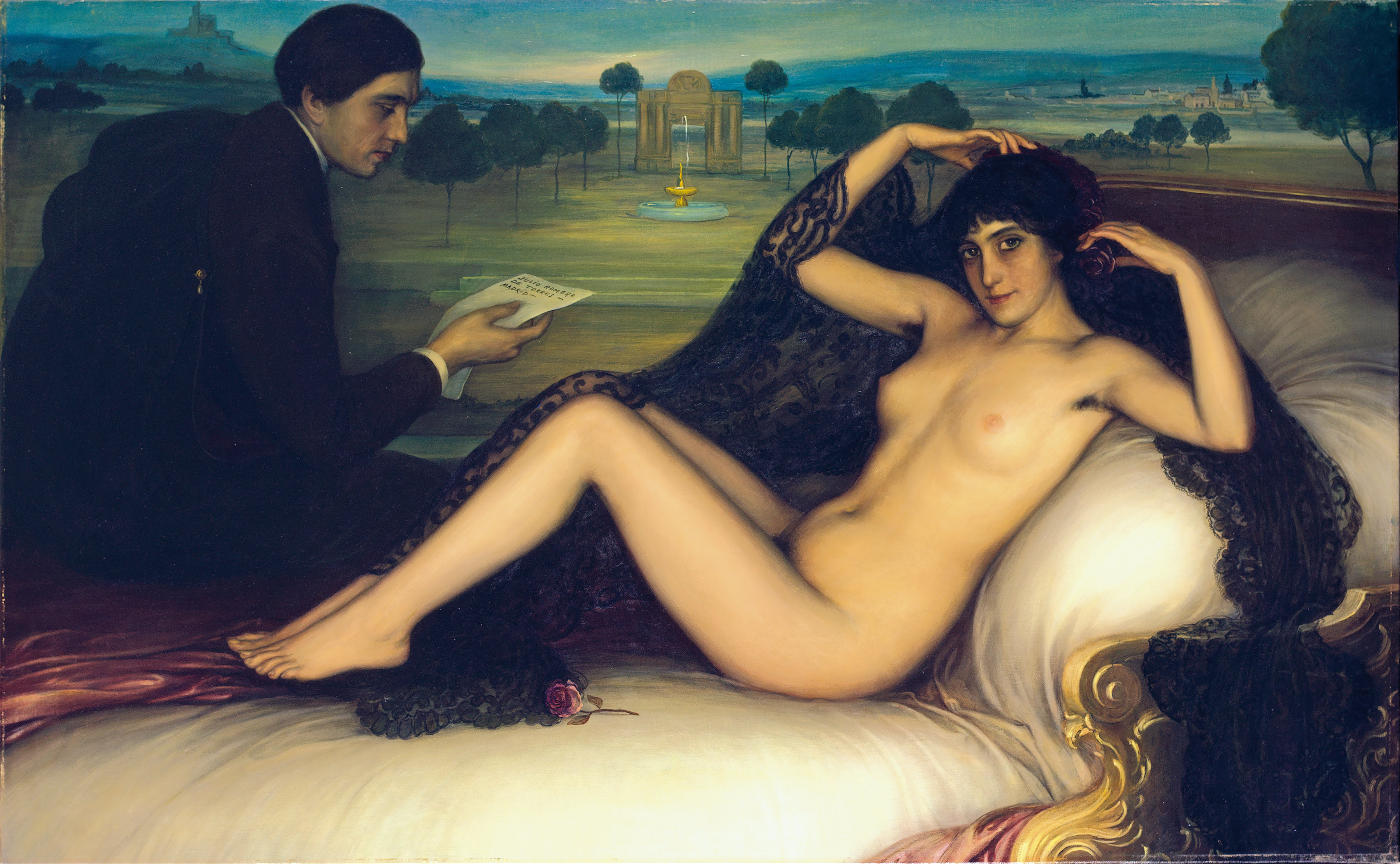
Venuše poezie
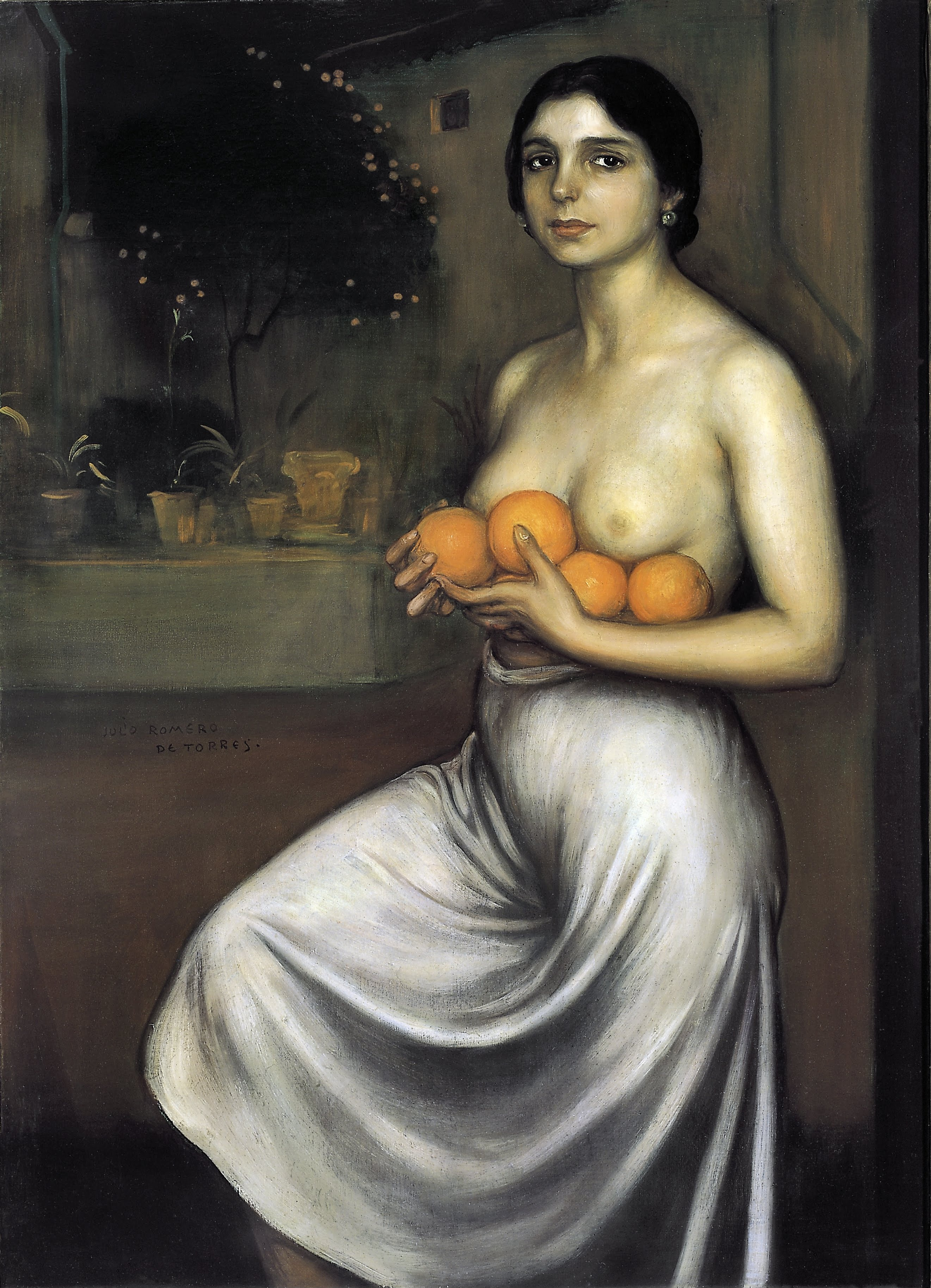
Pomeranče a citróny
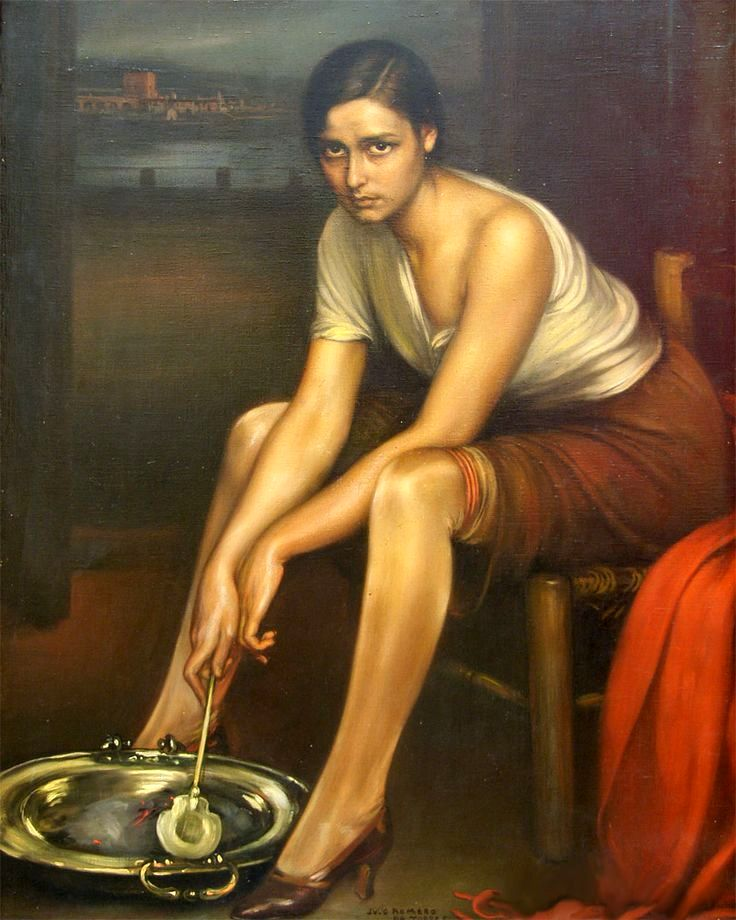
La chiquita piconera
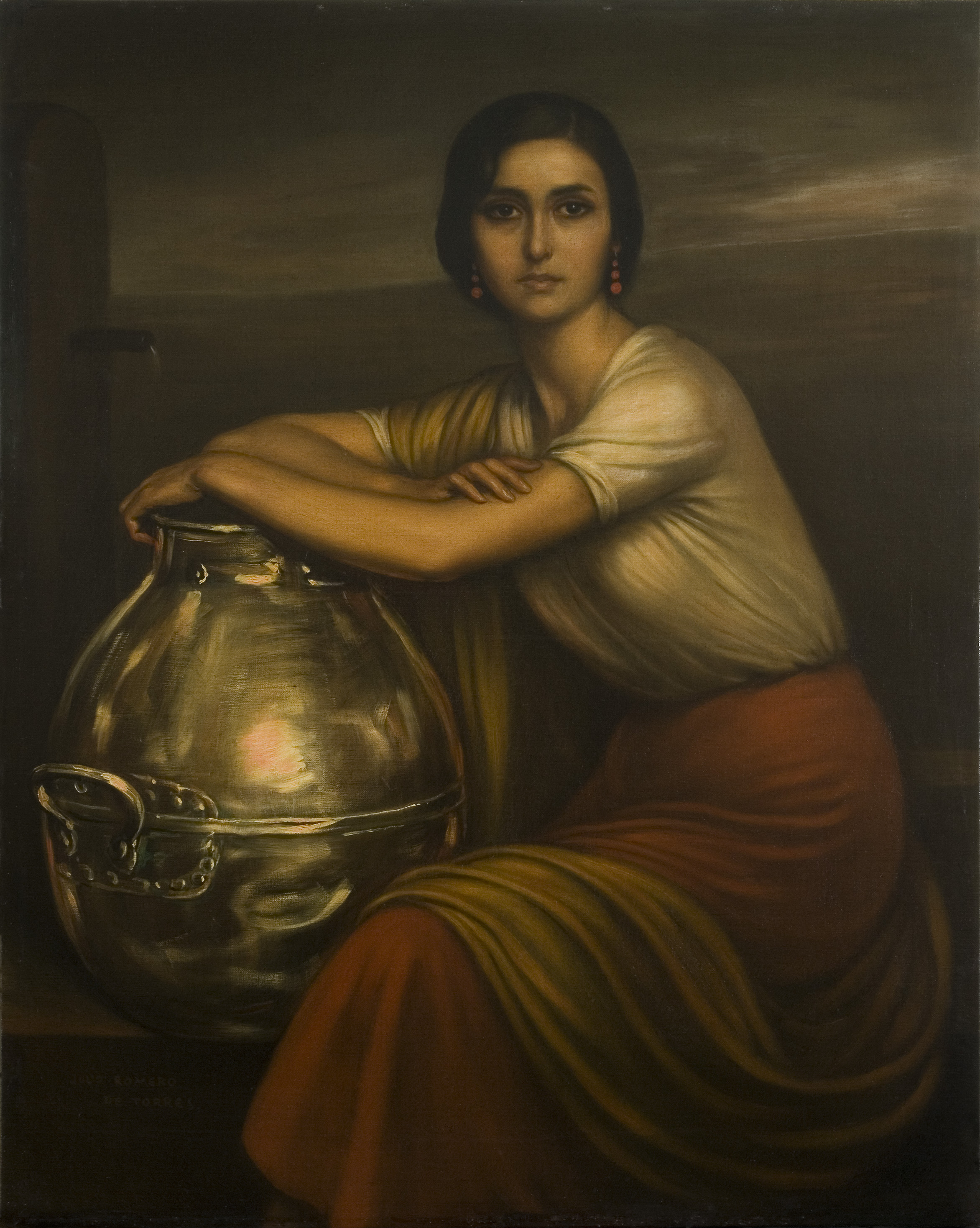
La Fuensanta